# Mallorca Championships 2023
Il Mallorca Championships 2023 è stato un torneo di tennis giocato sull'erba. È stata la 3ª edizione del torneo facente parte dell'ATP Tour 250 nell'ambito dell'ATP Tour 2023. Si è giocato al Santa Ponsa Tennis Academy di Santa Ponsa, in Spagna, dal 25 giugno al 1 luglio 2023.

## Partecipanti al singolare

### Teste di serie
| Nazionalità | Giocatore                   | Ranking | Testa di serie* |
| ----------- | --------------------------- | ------- | --------------- |
| Grecia      | Stefanos Tsitsipas          | 5       | 1               |
| Spagna      | Alejandro Davidovich Fokina | 33      | 2               |
| Stati Uniti | Ben Shelton                 | 35      | 3               |
| Francia     | Adrian Mannarino            | 46      | 4               |
| Kazakistan  | Aleksandr Bublik            | 48      | 5               |
| Francia     | Richard Gasquet             | 49      | 6               |
| Spagna      | Bernabé Zapata Miralles     | 50      | 7               |
| Spagna      | Roberto Carballés Baena     | 52      | 8               |

* Ranking al 19 giugno 2023.

#### Altri partecipanti
I seguenti giocatori hanno ricevuto una wildcard per il tabellone principale:
- Richard Gasquet
- Feliciano López
- Stefanos Tsitsipas

Il seguente giocatore è entrato in tabellone con il ranking protetto:
- Guido Pella

I seguenti giocatori sono entrati nel tabellone principale passando dalle qualificazioni:

- Abedallah Shelbayh
- Lloyd Harris
- Roman Safiullin
- Li Tu

I seguenti giocatori sono entrati in tabellone come lucky loser:
- Arthur Rinderknech
- Pavel Kotov
- Alex Michelsen

#### Ritiri
Prima del torneo
- Aleksandr Bublik → sostituito da  Arthur Rinderknech
- Laslo Đere → sostituito da  Marcos Giron
- Tallon Griekspoor → sostituito da  Christopher O'Connell
- Ugo Humbert → sostituito da  Alex Michelsen
- Aslan Karacev → sostituito da  Christopher Eubanks
- Nick Kyrgios → sostituito da  Pavel Kotov

## Partecipanti al doppio

### Teste di serie
| Nazione   | Giocatore         | Nazione   | Giovatore              | Ranking* | Testa di serie |
| --------- | ----------------- | --------- | ---------------------- | -------- | -------------- |
| Messico   | Santiago González | Francia   | Édouard Roger-Vasselin | 23       | 1              |
| Belgio    | Sander Gillé      | Belgio    | Joran Vliegen          | 47       | 2              |
| Argentina | Máximo González   | Argentina | Andrés Molteni         | 53       | 3              |
| Spagna    | Marcel Granollers | Argentina | Horacio Zeballos       | 55       | 4              |

* Ranking al 19 giugno 2023.

### Altri partecipanti
Le seguenti coppie di giocatori hanno ricevuto una wildcard per il tabellone principale:
- Feliciano López /  Stefanos Tsitsipas
- Bart Stevens /  Petros Tsitsipas

La seguente coppia di giocatori è entrata in tabellone usando il ranking protetto:
- Yuki Bhambri /  Lloyd Harris

### Ritiri
Prima del torneo
- Kevin Krawietz /  Tim Pütz → sostituiti da  Yuki Bhambri /  Lloyd Harris
- Jason Kubler /  Max Purcell → sostituiti da  Jason Kubler /  Luke Saville
- Fabrice Martin /  Andreas Mies → sostituiti da  Marcelo Demoliner /  Fabrice Martin

## Punti
| Evento    | V   | F   | SF | QF | 2T | 1T   | Q    | Q2   | Q1   |
| Singolare | 250 | 150 | 90 | 45 | 20 | 0    | 12   | 6    | 0    |
| Doppio    | 250 | 150 | 90 | 45 | 0  | N.D. | N.D. | N.D. | N.D. |

## Montepremi
| Evento    | V        | F       | SF      | QF      | 2T      | 1T     | Q2     | Q1     |
| Singolare | €139,270 | €81,240 | €47,760 | €27,680 | €16,070 | €9,820 | €4,910 | €2,675 |
| Doppio*   | €48,380  | €25,890 | €15,180 | €8,480  | €5,000  | N.D.   | N.D.   | N.D.   |

* per team

## Campioni

### Singolare
Christopher Eubanks ha sconfitto in finale  Adrian Mannarino con il punteggio di 6-1, 6-4.
• È il primo titolo in carriera per Eubanks.

### Doppio
Yuki Bhambri /  Lloyd Harris hanno sconfitto in finale  Robin Haase /  Philipp Oswald con il punteggio di 6-3, 6-4.